# Ortstock
De Ortstock is een berg met twee toppen in de Glarner Alpen in Zwitserland. De berg is de huisberg van het vakantieoord Braunwald in het kanton Glarus. De westelijke, hoogste top (2716,5 meter) op de grens van de kantons Schwyz en Glarus is vanwege zijn eenvoudige bereikbaarheid een geliefd doel bij wandelingen. De oostelijke top (2703 meter) is echter alleen voor ervaren bergbeklimmers toegankelijk.
De Ortstock is in het zuidwesten met de Jegerstöcke verbonden. In het noordwesten bevindt zich de berg de Höch Turm (2666 meter). Doordat de Ortstock een vrijstaande berg is, heeft men vanaf de top een panoramisch uitzicht over het hoofddal van het kanton Glarus en de Klausenpas.
De eenvoudigste route naar de top gaat vanaf Braunwald via de Brächalp naar Bergetenseeli (bergmeertje) over de Bärentritt naar een hoge alpenweide, de Lauchboden. Via een bergpas, de Furggele, komt men via het zuidoosten op de top. Alleen in het stuk vanaf de Furggele moet er enige meters geklommen worden.